# Ronald Rawson
Pour les articles homonymes, voir Rawson (homonymie).
Ronald Rawson est un boxeur britannique né le 17 juin 1892 à Kensington, Angleterre, et mort le 30 mars 1952.

## Carrière
Champion d'Angleterre des poids lourds en 1920 et 1921, il devient champion olympique de la catégorie aux Jeux d'Anvers en 1920 après sa victoire en finale contre le Danois Søren Petersen.

## Parcours auxJeux olympiques
Jeux olympiques d'été de 1920 à Anvers (poids lourds) :
- Bat Samuel Stewart (États-Unis) par arrêt de l'arbitre au 3e round
- Bat Xavier Eluère (France) par arrêt de l'arbitre au 1er round
- Bat Søren Petersen (Danemark) par KO au 2e round